# Kardynałowie z nominacji Urbana VIII
Papież Urban VIII (1623–1644) mianował 74 nowych kardynałów:

## 2 października 1623
1. Francesco Barberini, bratanek papieża – kardynał diakon S. Onofrio (tytuł nadany 20 listopada 1623), następnie kardynał diakon S. Agata in Suburra (13 listopada 1624), kardynał diakon S. Lorenzo in Damaso (24 listopada 1632), kardynał prezbiter S. Lorenzo in Damaso (14 listopada 1644), kardynał biskup Sabiny (23 października 1645), kardynał biskup Porto e S. Rufina (23 września 1652), kardynał biskup Ostia e Velletri (11 października 1666), zm. 10 grudnia 1679

## 7 października 1624
Kościoły tytularne nadano nominatom 13 listopada 1624:
1. Antonio Marcello Barberini OFMCap, brat papieża – kardynał prezbiter S. Onofrio, następnie kardynał prezbiter S. Pietro in Vincoli (7 września 1637), kardynał prezbiter S. Maria in Trastevere (26 maja 1642), zm. 11 września 1646
2. Lorenzo Magalotti, kuzyn papieża, sekretarz stanu, referendarz Obojga Sygnatur – kardynał diakon S. Maria in Aquiro, następnie kardynał prezbiter S. Maria in Aquiro (16 grudnia 1624), kardynał prezbiter Ss. Giovanni e Paolo (28 lutego 1628), zm. 19 września 1638
3. Pietro Maria Borghese, krewny Pawła V – kardynał diakon S. Giorgio in Velabro, następnie kardynał diakon S. Maria in Cosmedin (24 sierpnia 1626), kardynał diakon S. Crisogono (19 grudnia 1633), zm. 15 czerwca 1642

## 19 stycznia 1626

### Nominacje jawne
1. Luigi Caetani, tytularny patriarcha Antiochii – kardynał prezbiter S. Pudenziana (tytuł nadany 9 stycznia 1626), zm. 15 kwietnia 1642
2. Denis-Simon de Marquemont, arcybiskup Lyonu – kardynał prezbiter SS. Trinita al Monte Pincio (tytuł nadany 9 lutego 1626), zm. 16 września 1626
3. Ernst Adalbert von Harrach, arcybiskup Pragi – kardynał prezbiter S. Maria degli Angeli (tytuł nadany 7 czerwca 1632), następnie kardynał prezbiter S. Prassede (13 lipca 1644), kardynał prezbiter S. Lorenzo in Lucina (18 lipca 1667), zm. 25 października 1667
4. Bernardino Spada, tytularny arcybiskup Damietty, nuncjusz we Francji – kardynał prezbiter S. Stefano in Monte Celio (tytuł nadany 9 sierpnia 1627), następnie kardynał prezbiter S. Pietro in Vincoli (26 maja 1642), kardynał biskup Albano (19 lutego 1646), kardynał biskup Frascati (29 kwietnia 1652), kardynał biskup Sabiny (23 września 1652), kardynał biskup Palestriny (11 października 1655), zm. 10 listopada 1661
5. Laudivio Zacchia, biskup Montefiascone e Corneto, prefekt Domu Papieskiego i Pałacu Apostolskiego – kardynał prezbiter S. Sisto (tytuł nadany 9 lutego 1626), następnie kardynał prezbiter S. Pietro in Vincoli (17 września 1629), zm. 30 sierpnia 1637
6. Berlinghiero Gessi, biskup Rimini, gubernator Urbino – kardynał prezbiter S. Agostino (tytuł nadany 19 lipca 1627), zm. 6 kwietnia 1639
7. Federico Cornaro, biskup Bergamo – kardynał prezbiter S. Maria in Traspontina (tytuł nadany 22 czerwca 1626), następnie kardynał prezbiter S. Cecilia (15 listopada 1627), kardynał prezbiter S. Marco (26 kwietnia 1629), kardynał prezbiter S. Maria in Trastevere (19 listopada 1646), kardynał biskup Albano (29 kwietnia 1652), zm. 5 czerwca 1653
8. Giulio Cesare Sacchetti, biskup Graviny, nuncjusz w Hiszpanii – kardynał prezbiter S. Susanna (tytuł nadany 2 grudnia 1626), następnie kardynał prezbiter S. Maria in Trastevere (29 kwietnia 1652), kardynał biskup Frascati (23 września 1652), kardynał biskup Sabiny (11 października 1655), zm. 28 czerwca 1663
9. Giandomenico Spinola, audytor Kamery Apostolskiej – kardynał prezbiter S. Clemente (tytuł nadany 9 lutego 1626), następnie kardynał prezbiter S. Cecilia (30 kwietnia 1629), zm. 11 sierpnia 1646
10. Giacomo Cavalieri, datariusz papieski, audytor Roty Rzymskiej – kardynał prezbiter S. Eusebio (tytuł nadany 9 lutego 1626), zm. 28 stycznia 1629
11. Lelio Biscia, dziekan Kamery Apostolskiej – kardynał diakon Ss. Vito e Modesto (tytuł nadany 9 lutego 1626), następnie kardynał diakon S. Maria in Cosmedin (19 grudnia 1633), kardynał prezbiter S. Maria del Popolo (9 lutego 1637), zm. 19 listopada 1638
12. Enrique de Guzmán Haros, kanonik kapituły w Toledo – kardynał diakon bez tytułu, zm. 21 czerwca 1626

### Nominacjein pectore, opublikowane 30 sierpnia 1627
1. Nicolas François de Lorraine-Vaudémont, administrator diecezji Toul, brat księcia Lotaryngii Karola – kardynał diakon bez tytułu; zrezygnował z godności kardynalskiej w marcu 1634, zm. 27 stycznia 1670
2. Girolamo Vidoni, skarbnik generalny Kamery Apostolskiej, prezydent Romanii – kardynał diakon Ss. IV Coronati (tytuł nadany 6 października 1627), zm. 30 października 1632
3. Marzio Ginetti, sekretarz Świętej Konsulty – kardynał diakon S. Maria Nuova (tytuł nadany 6 października 1627), następnie kardynał diakon S. Angelo in Pescheria (6 lutego 1634), kardynał diakon S. Eustachio (14 marca 1644), kardynał prezbiter S. Maria degli Angeli (17 października 1644), kardynał prezbiter S. Pietro in Vincoli (19 lutego 1646), kardynał prezbiter S. Maria in Trastevere (23 września 1652), kardynał biskup Albano (9 czerwca 1653), kardynał biskup Sabiny (2 lipca 1663), kardynał biskup Porto e S. Rufina (11 października 1666), zm. 1 marca 1671

## 30 sierpnia 1627

### Nominacje jawne
1. Fabrizio Verospi, gubernator Umbrii i Perugii – kardynał prezbiter S. Lorenzo in Panisperna (tytuł nadany 20 października 1627), następnie kardynał prezbiter S. Maria della Pace (5 września 1633), zm. 27 stycznia 1639
2. Gil Carrillo de Albornoz, archidiakon Burgos – kardynał prezbiter S. Maria in Via (tytuł nadany 12 sierpnia 1630), następnie kardynał prezbiter S. Pietro in Montorio (2 sierpnia 1643), zm. 19 grudnia 1649
3. Pierre de Bérulle CO, generał kongregacji oratorian – kardynał prezbiter bez tytułu, zm. 2 października 1629
4. Alessandro Cesarini, kleryk Kamery Apostolskiej – kardynał diakon S. Maria in Domnica (tytuł nadany 6 października 1627), następnie kardynał diakon Ss. Cosma e Damiano (6 września 1632), kardynał diakon S. Maria in Cosmedin (9 lutego 1637), kardynał diakon S. Eustachio (28 lipca 1638), zm. 25 stycznia 1644

### Nominacjein pectore, opublikowane 7 lutego 1628
1. Antonio Barberini, bratanek papieża, wielki przeor Rzymu – kardynał diakon S. Maria in Aquiro (tytuł nadany 28 lutego 1628), następnie kardynał diakon S. Agata in Suburra (24 listopada 1632), kardynał diakon S. Maria in Via Lata (10 listopada 1642), kardynał prezbiter SS. Trinita al Monte Pincio (21 lipca 1653), kardynał biskup Frascati (11 października 1655), kardynał biskup Palestriny (21 listopada 1661), zm. 4 sierpnia 1671
2. Girolamo Colonna, powinowaty papieża – kardynał diakon S. Agnese in Agone (tytuł nadany 28 lutego 1628), następnie kardynał diakon S. Maria in Cosmedin (27 czerwca 1639), kardynał diakon S. Angelo in Pescheria (14 marca 1644), kardynał diakon S. Eustachio (12 grudnia 1644), kardynał prezbiter S. Silvestro in Capite (23 września 1652), kardynał prezbiter S. Maria in Trastevere (9 czerwca 1653), kardynał prezbiter S. Lorenzo in Lucina (21 kwietnia 1659), kardynał biskup Frascati (21 listopada 1661), zm. 4 września 1666

### Nominacjein pectore, opublikowane 19 listopada 1629
1. Giovanni Battista Pamphilj, tytularny patriarcha Antiochii, nuncjusz w Hiszpanii – kardynał prezbiter S. Eusebio (tytuł nadany 12 sierpnia 1630), od 5 września 1644 papież Innocenty X, zm. 7 stycznia 1655
2. Giovanni Francesco Guidi di Bagno, arcybiskup Cervia, nuncjusz we Francji – kardynał prezbiter S. Alessio (tytuł nadany 26 maja 1631), zm. 24 lipca 1641

## 19 listopada 1629

### Nominacje jawne
1. Péter Pázmány SJ, arcybiskup Esztergom – kardynał prezbiter S. Girolamo degli Schiavoni (tytuł nadany 31 maja 1632), zm. 19 marca 1637
2. Antonio Santacroce, tytularny arcybiskup Seleucji, nuncjusz w Polsce – kardynał prezbiter Ss. Nereo ed Achilleo (tytuł nadany 12 sierpnia 1630), zm. 25 listopada 1641
3. Alphonse-Louis du Plessis de Richelieu OCarth, arcybiskup Lyonu – kardynał prezbiter SS. Trinita al Monte Pincio (tytuł nadany 4 czerwca 1635), zm. 24 marca 1653
4. Giovanni Battista Maria Pallotta, tytularny arcybiskup Tessaloniki, nuncjusz w Austrii – kardynał prezbiter S. Silvestro in Capite (tytuł nadany 26 maja 1631), następnie kardynał prezbiter S. Pietro in Vincoli (23 września 1652), kardynał prezbiter S. Maria in Trastevere (29 kwietnia 1659), kardynał prezbiter S. Lorenzo in Lucina (21 listopada 1661), kardynał biskup Albano (2 lipca 1663), kardynał biskup Frascati (11 października 1666), zm. 22 stycznia 1668
5. Gregorio Naro, audytor Kamery Apostolskiej – kardynał prezbiter Ss. Quirico e Giulitta (tytuł nadany 17 grudnia 1629), zm. 7 sierpnia 1634
6. Luca Antonio Virili, audytor Roty Rzymskiej – kardynał prezbiter S. Salvatore in Lauro (tytuł nadano 17 grudnia 1629), zm. 4 czerwca 1634
7. Giangiacomo Teodoro Trivulzio, protonotariusz apostolski, kleryk Kamery Apostolskiej – kardynał diakon S. Cesareo in Palatio (tytuł nadany 17 grudnia 1629), następnie kardynał diakon S. Nicola in Carcere (17 października 1644), kardynał diakon S. Angelo in Pescheria (12 grudnia 1644), kardynał diakon S. Eustachio (23 września 1652), kardynał diakon S. Maria in Via Lata (21 lipca 1653), kardynał prezbiter S. Maria del Popolo (14 maja 1655), zm. 3 sierpnia 1656

### Nominacjain pectore, opublikowana 15 lipca 1630
1. Diego de Guzmán Haros, arcybiskup Sewilli (nominacja in pectore, publikacja 15 lipca 1630) – kardynał prezbiter bez tytułu, zm. 21 stycznia 1631

### Nominacjain pectore, opublikowana 20 grudnia 1632
1. Jan Olbracht Waza SJ, biskup Krakowa, syn króla Polski Zygmunta III – kardynał diakon S. Maria in Aquiro (tytuł nadany 20 grudnia 1632), zm. 29 grudnia 1634

### Nominacjein pectore, opublikowane 28 listopada 1633
1. Ciriaco Rocci, tytularny arcybiskup Patras, nuncjusz w Szwajcarii – kardynał prezbiter S. Salvatore in Lauro (tytuł nadany 13 sierpnia 1635), zm. 25 września 1651
2. Cesare Monti, tytularny patriarcha Antiochii i arcybiskup Mediolanu – kardynał prezbiter S. Maria in Traspontina (tytuł nadany 6 sierpnia 1634), zm. 16 sierpnia 1650

## 28 listopada 1633

### Nominacje jawne
1. Francesco Maria Brancaccio, biskup Capaccio – kardynał prezbiter Ss. XII Apostoli (tytuł nadany 9 stycznia 1634), następnie kardynał prezbiter S. Lorenzo in Lucina (2 lipca 1663), kardynał biskup Sabiny (11 października 1666), kardynał biskup Frascati (30 stycznia 1668), kardynał biskup Porto e S. Rufina (18 marca 1671), zm. 9 stycznia 1675
2. Alessandro Bichi, biskup Carpentras, nuncjusz we Francji – kardynał prezbiter S. Sabina (tytuł nadany 7 września 1637), zm. 25 maja 1657
3. Ulderico Carpegna, biskup Gubbio – kardynał prezbiter S. Anastasia (tytuł nadany 9 stycznia 1634), następnie kardynał prezbiter S. Pietro in Vincoli (21 kwietnia 1659), kardynał prezbiter S. Maria in Trastevere (21 listopada 1661), kardynał biskup Albano (11 października 1666), kardynał biskup Frascati (18 marca 1671), kardynał biskup Porto e S. Rufina (28 stycznia 1675), zm. 24 stycznia 1679
4. Stefano Durazzo, skarbnik generalny Kamery Apostolskiej – kardynał prezbiter S. Lorenzo in Panisperna (tytuł nadany 9 stycznia 1634), następnie kardynał prezbiter S. Lorenzo in Lucina (11 października 1666), zm. 11 lipca 1667
5. Agostino Oreggi, jałmużnik i teolog Jego Świątobliwości, kanonik bazyliki watykańskiej – kardynał prezbiter S. Sisto (tytuł nadany 9 stycznia 1634), zm. 12 lipca 1635
6. Benedetto Ubaldi, audytor Roty Rzymskiej – kardynał diakon Ss. Vito e Modesto (tytuł nadany 9 stycznia 1634), zm. 20 stycznia 1644

### Nominacjain pectore, opublikowana 30 marca 1637
1. Marcantonio Franciotti, audytor Kamery Apostolskiej – kardynał prezbiter S. Clemente (tytuł nadany 17 sierpnia 1637), następnie kardynał prezbiter s. Maria della Pace (19 grudnia 1639), zm. 8 lutego 1666

## 16 grudnia 1641
1. Francesco Maria Macchiavelli, tytularny patriarcha Konstantynopola i biskup Ferrary – kardynał prezbiter Ss. Giovanni e Paolo (tytuł nadany 26 maja 1642), zm. 22 listopada 1653
2. Ascanio Filomarino, arcybiskup Neapolu – kardynał prezbiter S. Maria in Aracoeli (tytuł nadany 10 lutego 1642), zm. 3 listopada 1666
3. Marcantonio Bragadin, biskup Vicenzy – kardynał prezbiter Ss. Nereo ed Achilleo (tytuł nadany 26 maja 1642), następnie kardynał prezbiter S. Marco (19 listopada 1646), zm. 28 marca 1658
4. Ottaviano Raggi, audytor Kamery Apostolskiej – kardynał prezbiter S. Agostino (tytuł nadany 10 lutego 1642), zm. 31 grudnia 1643
5. Pierdonato Cesi, skarbnik generalny Kamery Apostolskiej – kardynał prezbiter S. Marcello (tytuł nadany 10 lutego 1642), zm. 30 stycznia 1656
6. Girolamo Verospi, audytor Roty Rzymskiej – kardynał prezbiter S. Agnese in Agone (tytuł nadany 10 lutego 1642), zm. 5 stycznia 1652
7. Vincenzo Maculani OP, Mistrz Pałacu Apostolskiego – kardynał prezbiter S. Clemente (tytuł nadany 10 lutego 1642), zm. 16 lutego 1667
8. Francesco Peretti di Montalto – kardynał prezbiter S. Girolamo degli Schiavoni (tytuł nadany 10 lutego 1642), zm. 3 maja 1655
9. Giulio Gabrielli, kleryk Kamery Apostolskiej – kardynał diakon S. Maria Nuova (tytuł nadany 10 lutego 1642), następnie kardynał diakon S. Agata in Suburra (10 listopada 1642), kardynał diakon S. Maria in Via Lata (14 maja 1655), kardynał prezbiter S. Prisca (6 marca 1656), kardynał prezbiter S. Prassede (18 lipca 1667), kardynał prezbiter S. Lorenzo in Lucina (14 listopada 1667), kardynał biskup Sabiny (30 stycznia 1668), zm. 31 sierpnia 1677
10. Giulio Raimondo Mazzarini, kanonik bazyliki watykańskiej, referendarz Obojga Sygnatur – kardynał diakon bez tytułu, zm. 9 marca 1661
11. Virginio Orsini OSIoHieros – kardynał diakon S. Maria in Portico (tytuł nadany 10 lutego 1642), następnie kardynał diakon S. Maria Nuova (10 listopada 1642), kardynał diakon S. Maria in Cosmedin (14 marca 1644), kardynał diakon S. Eustachio (21 lipca 1653), kardynał diakon S. Maria in Via Lata (6 marca 1653), kardynał prezbiter S. Maria degli Angeli (11 października 1666), kardynał prezbiter S. Prassede (14 listopada 1667), kardynał prezbiter S. Lorenzo in Lucina (30 stycznia 1668), kardynał biskup Albano (18 marca 1671), kardynał biskup Frascati (28 stycznia 1675), zm. 21 sierpnia 1676
12. Rinaldo d’Este, brat księcia Modeny Franciszka I – kardynał diakon S. Maria Nuova (tytuł nadany 28 listopada 1644), następnie kardynał diakon S. Nicola in Carcere (12 grudnia 1644), kardynał prezbiter S. Pudenziana (12 marca 1668), kardynał prezbiter S. Lorenzo in Lucina (18 marca 1671), kardynał biskup Palestriny (24 sierpnia 1671), zm. 30 września 1672

## 13 lipca 1643

### Nominacje jawne
1. Giovanni Giacomo Panciroli, tytularny patriarcha Konstantynopola – kardynał prezbiter S. Stefano al Monte Celio (tytuł nadany 28 listopada 1644), zm. 3 września 1651
2. Fausto Poli, tytularny arcybiskup Amasea, prefekt Domu Papieskiego – kardynał prezbiter S. Crisogono (tytuł nadany 31 sierpnia 1643), zm. 7 października 1653
3. Lelio Falconieri, tytularny arcybiskup Teb, sekretarz Kongregacji ds. Biskupów i Zakonników – kardynał prezbiter S. Maria del Popolo (tytuł nadany 31 sierpnia 1643), zm. 14 grudnia 1648
4. Gaspare Mattei, tytularny arcybiskup Aten – kardynał prezbiter S. Pancrazio (tytuł nadany 14 grudnia 1643), następnie kardynał prezbiter S. Cecilia (28 września 1648), zm. 9 kwietnia 1650
5. Cesare Facchinetti, arcybiskup Senigallii – kardynał prezbiter Ss. IV Coronati (tytuł nadany 31 sierpnia 1643), następnie kardynał prezbiter S. Lorenzo in Lucina (24 sierpnia 1671), kardynał biskup Palestriny (14 listopada 1672), kardynał biskup Porto e S. Rufina (6 lutego 1679), kardynał biskup Ostia e Velletri (8 stycznia 1680), zm. 31 stycznia 1683
6. Girolamo Grimaldi-Cavalleroni, tytularny arcybiskup Seleucji – kardynał prezbiter S. Eusebio (tytuł nadany 17 października 1644), następnie kardynał prezbiter SS. Trinita al Monte Pincio (11 października 1655), kardynał biskup Albano (28 stycznia 1675), zm. 4 listopada 1685
7. Carlo Rossetti, arcybiskup Faenzy – kardynał prezbiter S. Cesareo in Palatio (tytuł nadany 28 listopada 1644), następnie kardynał prezbiter S. Maria in Via (18 sierpnia 1653), kardynał prezbiter S. Silvestro in Capite (9 marca 1654), kardynał prezbiter S. Lorenzo in Lucina (14 listopada 1672), kardynał biskup Frascati (19 października 1676), kardynał biskup Porto e S. Rufina (8 stycznia 1680), zm. 23 listopada 1681
8. Giambattista Altieri – kardynał prezbiter S. Maria sopra Minerva (tytuł nadany 31 sierpnia 1643), zm. 26 listopada 1654
9. Mario Theodoli, audytor Kamery Apostolskiej – kardynał prezbiter S. Alessio (tytuł nadany 31 sierpnia 1643), następnie kardynał prezbiter S. Maria del Popolo (28 stycznia 1649), zm. 27 czerwca 1650
10. Francesco Angelo Rapaccioli, skarbnik generalny Kamery Apostolskiej – kardynał prezbiter S. Maria in Via (tytuł nadany 14 grudnia 1643), następnie kardynał prezbiter S. Cecilia (21 listopada 1650), zm. 15 maja 1657
11. Francesco Adriano Ceva, sekretarz stanu, referendarz Obojga Sygnatur – kardynał prezbiter S. Prisca (tytuł nadany 31 sierpnia 1643), zm. 12 października 1655
12. Vincenzo Costaguti, kleryk Kamery Apostolskiej – kardynał diakon S. Maria in Portico (tytuł nadany 31 sierpnia 1643), następnie kardynał diakon S. Angelo in Pescheria (23 września 1652), kardynał diakon S. Maria in Cosmedin (21 lipca 1653), kardynał diakon S. Eustachio (6 marca 1656), kardynał prezbiter S. Callisto (19 lipca 1660), zm. 6 grudnia 1660
13. Giovanni Stefano Donghi, kleryk Kamery Apostolskiej – kardynał diakon S. Giorgio in Velabro (tytuł nadany 31 sierpnia 1643), następnie kardynał diakon S. Agata in Suburra (14 maja 1655), zm. 26 listopada 1669
14. Paolo Emilio Rondinini, kleryk Kamery Apostolskiej – kardynał diakon S. Maria in Aquiro (tytuł nadany 31 sierpnia 1643), następnie kardynał diakon S. Giorgio in Velabro (14 maja 1655), kardynał diakon S. Maria in Cosmedin (6 marca 1656), kardynał prezbiter S. Eusebio (30 kwietnia 1668), zm. 16 września 1668
15. Angelo Giori, prefekt Domu Papieskiego – kardynał diakon bez tytułu, następnie kardynał prezbiter Ss. Quirico e Giulitta (31 sierpnia 1643), zm. 8 sierpnia 1662

### Nominacjein pectore, opublikowane 14 grudnia 1643
1. Juan de Lugo y de Quiroga SJ – kardynał prezbiter S. Stefano al Monte Celio (tytuł nadany 2 maja 1644), następnie kardynał prezbiter S. Balbina (17 października 1644), zm. 20 sierpnia 1660
2. Achille d’Estampes de Valençay OSIoHieros, dowódca armii papieskiej – kardynał diakon S. Adriano (tytuł nadany 2 maja 1644), zm. 27 czerwca 1646